# Eberswalder Straße (metrostation)
Eberswalder Straße is een station van de metro van Berlijn, gelegen in het stadsdeel Prenzlauer Berg, ten noordoosten van het historische centrum. Het op een viaduct gelegen metrostation is onderdeel van lijn U2 en werd geopend op 27 juli 1913 onder de naam Danziger Straße. Het station bevindt zich aan de kruising van de Schönhauser Allee, de Eberswalder Straße, de Danziger Straße, de Kastanienallee en de Pappelallee. Deze zessprong vormt tevens het knooppunt van een drietal tramlijnen.
In maart 1910 begonnen de werkzaamheden aan de verlenging van de metrolijn door het Berlijnse stadscentrum (de huidige U2) vanaf station Spittelmarkt naar het noorden. De verlenging werd grotendeels ondergronds aangelegd, maar de brede Schönhauser Allee leende zich uitstekend voor een luchtspoortraject, dat bovendien goedkoper in aanleg zou zijn. Langs het viaducttracé verrezen twee stations: Danziger Straße en het eindpunt Nordring (nu Schönhauser Allee). Beide stations kregen een vrijwel identiek ontwerp van Alfred Grenander, huisarchitect van het metrobedrijf, de Hochbahngesellschaft. Boven het eilandperron werd een stalen overkapping gebouwd met een bovenlicht over de gehele lengte, waardoor daglicht tot op het perron kan doordringen. De hoofdingang bevindt zich aan het zuidzijde van het station, op de middenberm van de Schönhauser Allee ter hoogte van de zessprong. Toen men rond 1925 ook aan de noordzijde een uitgang schiep, werd het buiten de overkapping liggende deel van het perron eveneens van een dak voorzien.
Het luchtstation doorstond de Tweede Wereldoorlog redelijk ongeschonden. Weliswaar veroorzaakte een exploderende bom in de buurt van het station op 17 december 1943 enige schade, maar het metrostation zelf werd niet getroffen.
In januari 1950 hernoemden de DDR-autoriteiten de Danziger Straße tot Dimitroffstraße, naar de Bulgaarse communistische leider Georgi Dimitrov. Deze naamswijziging betrof ook het metrostation. Na de Duitse hereniging in 1990 kregen vrijwel alle onder het communistische bewind hernoemde straten en metrostations hun oude naam terug, maar het stadsdeel Prenzlauer Berg weigerde de naam van de Dimitroffstraße te wijzigen. Het stadsvervoerbedrijf BVG koos er daarom als "noodoplossing" voor het metrostation te noemen naar de Eberswalder Straße, gelegen aan de andere zijde van de kruising. Deze situatie bleef bestaan nadat de Danziger Straße in 1995 alsnog zijn oorspronkelijke naam terugkreeg.
Het luchtspoortraject over de Schönhauser Allee staat in zijn geheel onder monumentenbescherming.

## Afbeeldingen

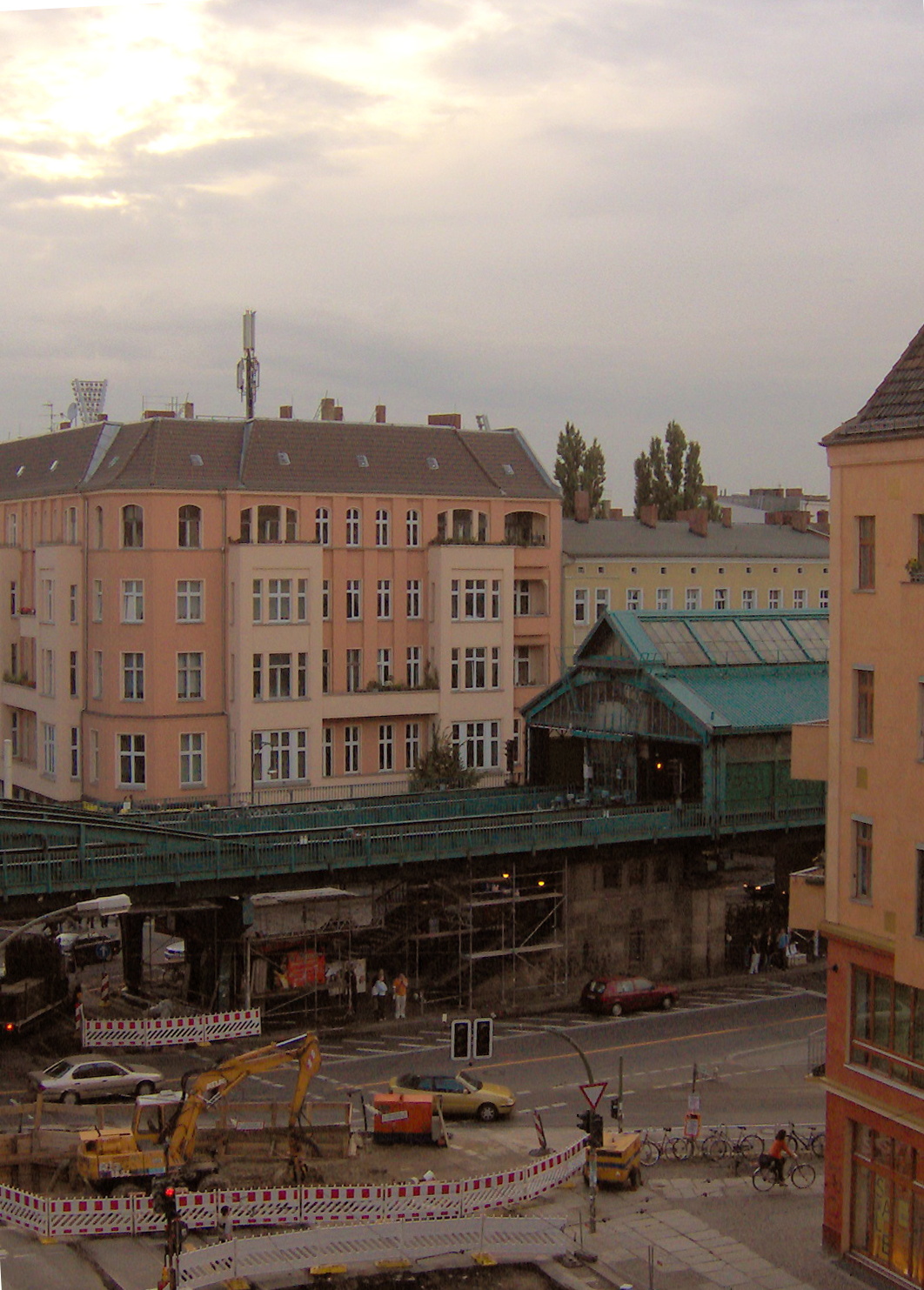
Viaductstation Eberswalder Straße gezien vanuit de Danziger Straße
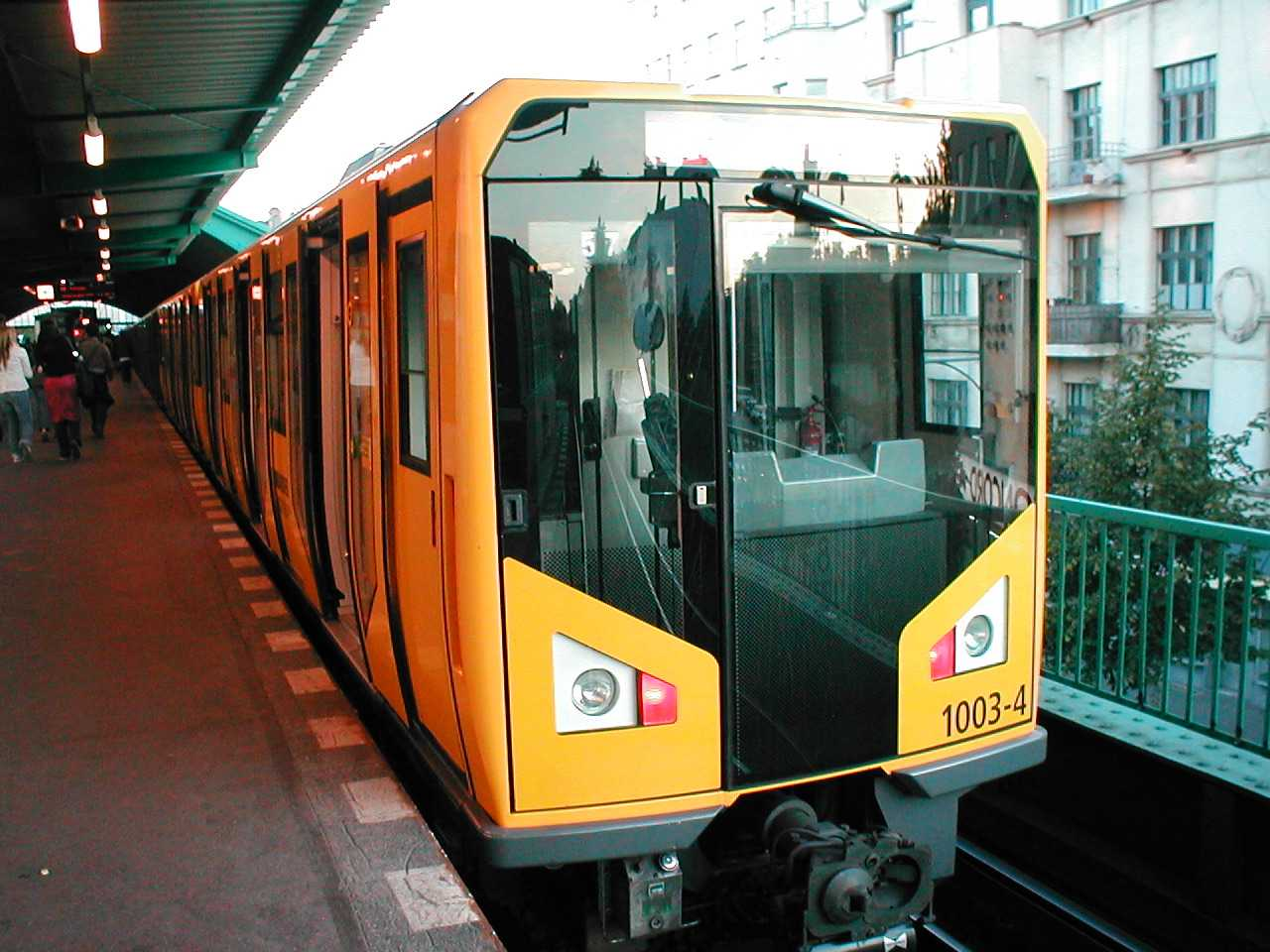
Een trein van het nieuwste kleinprofieltype HK poseert in station Eberswalder Straße
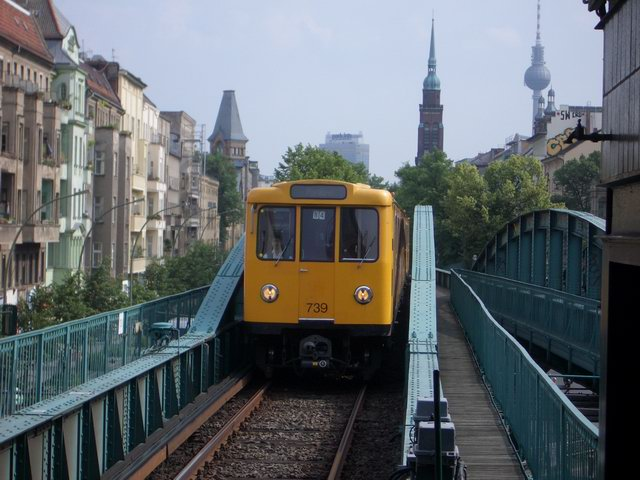
Metrotrein richting Pankow vlak voor het binnenrijden van station Eberswalder Straße